# Tanja – Die Nackte von der Teufelsinsel
Tanja – Die Nackte von der Teufelsinsel ist ein seltenes Beispiel eines deutschen Nudistenfilms, der 1967 vom Naturfilmspezialisten Hubert Schonger produziert wurde.

## Handlung
Die junge Studentin und Naturkundlerin Tanja liebt es, mit der Natur eins zu sein und sich in ihr vorwiegend nackt zu bewegen. Bei ihrem Versuch, mit ihrem Auto tief in ein wenig berührtes Waldgebiet hineinzufahren, wird sie von einem Jäger aufgehalten. Nachdem sie ihr Fahrzeug abgestellt hat, lässt er es sich nicht nehmen, der Biologiestudentin, die mit ihrem Fotoapparat die Tierwelt dokumentieren möchte, besonders sehenswerte Einblicke in sein kleines Paradies zu zeigen. Da er am nächsten Tag zu einer Fortbildung fort muss, kann der Förster nicht allzu viel Zeit für die attraktive Blondine aufbringen. Bevor er wieder geht, weist er Tanja auf eine kleine Insel inmitten des Bergsees hin, deren Natur noch unberührt ist. Dass diese den Namen „Teufels-Insel“ trägt, hält Tanja für einen Scherz.
Mit einem Ruderboot gelangt sie zum anderen Ufer, um ein paar Tage in dieser herrlichen, menschenunberührten Natur zu verbringen. Sie schläft in einem kleinen Zelt und verschmilzt zunehmend mit ihrer Umgebung. Erst noch mit einem Bikini aus geflochtenen Gräsern bekleidet, entledigt sie sich bald jeder als in diesem Umfeld als unangebracht empfundenen Kleidung und wird nun Teil der Natur. Begeistert von der Tier- und Pflanzenwelt der Insel, begibt sich Tanja nackt auf Entdeckungstour und beginnt immer mehr zu sich selbst zu finden. Als zwei junge Frauen, die Tanja mit Proviant versorgen, dazu stoßen, schließen sich diese ihrer ungezwungenen Lebensweise an.

## Produktionsnotizen
Tanja – Die Nackte von der Teufelsinsel wurde im Sommer 1967 gedreht und am 20. Oktober 1967 uraufgeführt.

## Kritik
Für das Lexikon des Internationalen Films war diese Produktion ein „dilettantischer Film von geradezu aufreizender Beschränktheit.“